# Eucometis penicillata
Eucometis penicillata là một loài chim trong họ Thraupidae. Chúng thường thấy được ở Belize, Bolivia, Brazil, Colombia, Costa Rica, Ecuador, Guiana thuộc Pháp, Guatemala, Guyana, Honduras, Mexico, Nicaragua, Panama, Paraguay, Peru, Suriname và Venezuela.

## Hình ảnh

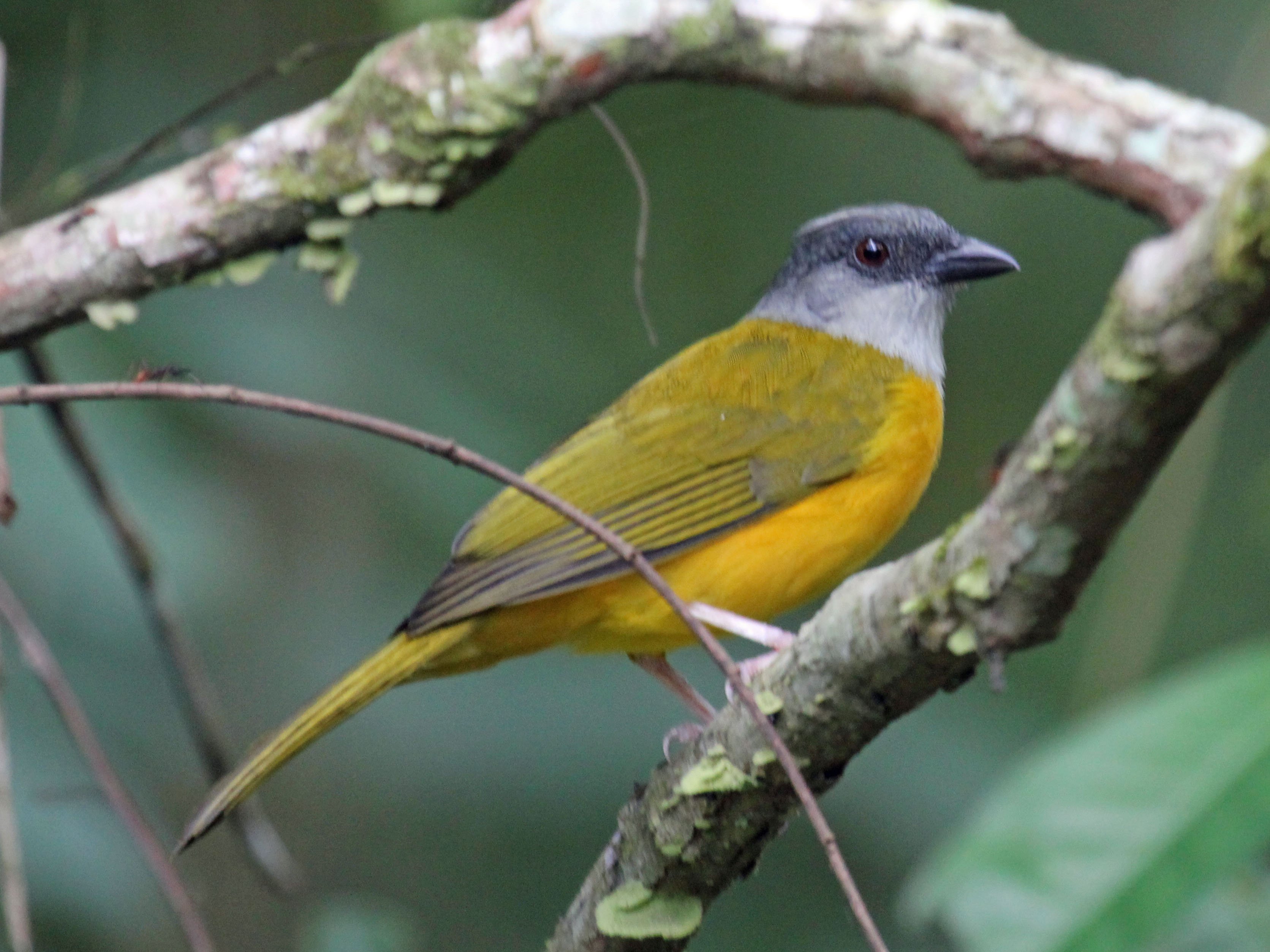
Panama
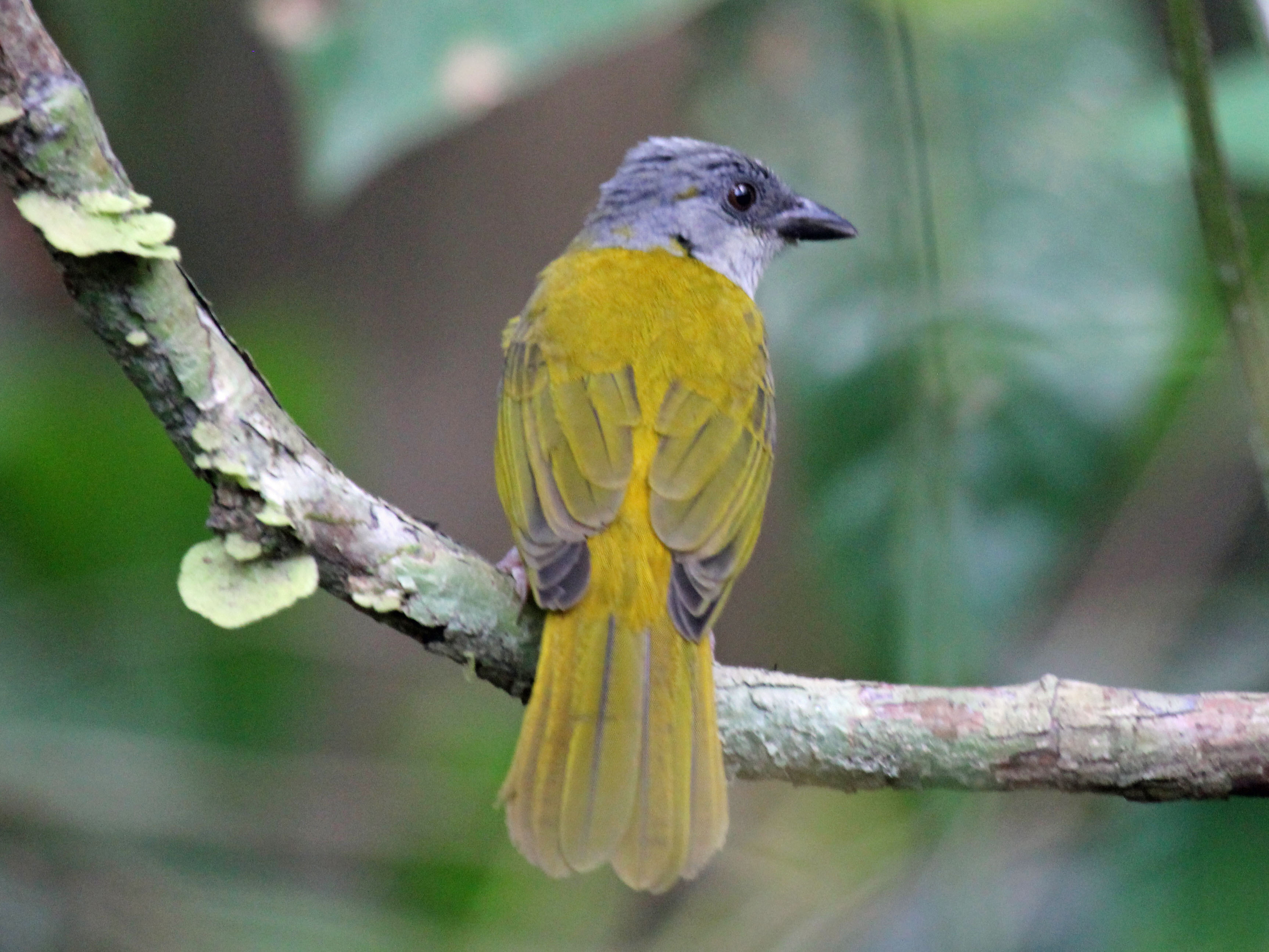
Panama
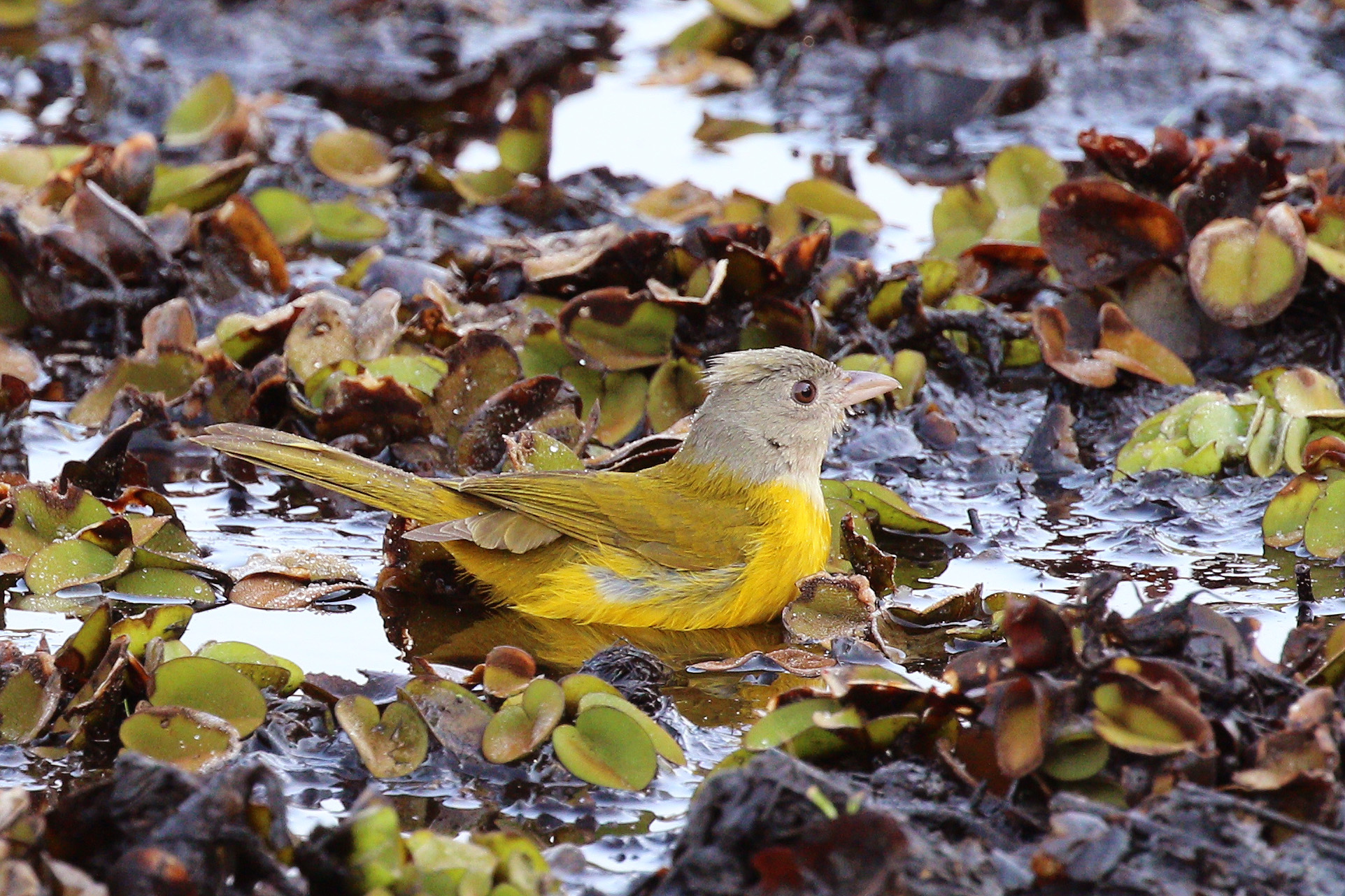
Pantanal, Brazil